# Мустафино (Стерлібашевський район)
Муста́фино (рос. Мустафино, башк. Мостафа) — присілок у складі Стерлібашевського району Башкортостану, Росія. Входить до складу Аллагуватської сільської ради.
Населення — 184 особи (2010; 205 в 2002).
Національний склад:
- башкири — 97%